# Moubarak Mfoihaia
Moubarak Abdallah Mfoihaia (Marsiglia, 4 luglio 1985) è un ex calciatore francese naturalizzato comoriano, di ruolo attaccante.

## Carriera

### Club
Gioca dal 2008 al 2009 al Marignane. Nel 2009 passa al Berre. Nel 2010 si trasferisce in Norvegia, all'Oslo City. Nel 2012 viene acquistato dall'Élan Club.

### Nazionale
Debutta in nazionale il 4 agosto 2011, in Comore-Seychelles. Ha collezionato in totale, con la maglia della nazionale, 4 presenze.